# Внешняя политика Марокко
Внешняя политика Марокко — общий курс Марокко в международных делах. Внешняя политика регулирует отношения Марокко с другими государствами. Реализацией этой политики занимается Министерство иностранных дел Марокко (см. Министерство иностранных дел). 
Марокко является членом 
Организации Объединённых Наций (ООН) и входит в 
Африканский союз, 
Лигу арабских государств, 
Союз арабского Магриба (ОМА), 
Организацию исламского сотрудничества (ОИК), 
Движения неприсоединения и 
Сообщества сахельско-сахарских государств (en:Community of Sahel–Saharan States).

## Обзор
Марокко установило дипломатические отношения с 151 государством, включая: Государство Палестина, Святой Престол, Мальтийский орден и Европейский союз.
Внешние связи оказали значительное влияние на экономическое и социальное развитие в Марокко. Одним из свидетельств иностранного влияния являются многочисленные проекты в области развития, предоставление кредитов и инвестиции, а также соглашения о свободной торговле, заключённые Марокко с другими странами. Подписано соглашение о создании евро-средиземноморской зоны свободной торговли с Европейским союзом, Большой арабской зоны свободной торговли с Египтом, Иорданией и Тунисом, а также Соглашение о свободной торговле между США и Марокко. Примером иностранного влияния являются кредитные соглашения: Марокко подписало три кредитных соглашения с Французским агентством развития (AFD) в 2009 году на общую сумму до 155 миллионов евро с целью реформирования системы образования, строительства сельских дорог, а также развития инфраструктурных проектов.
Марокко по-разному строит отношения с африканскими, арабскими и западными государствами; Марокко имеет прочные связи с Западом с целью получения экономических и политических выгод. 
Франция и Испания являются основными торговыми партнёрами, а также основными кредиторами и иностранными инвесторами в экономику Марокко. Из общего объёма иностранных инвестиций в Марокко доля Европейского союза составляет приблизительно 73,5 %, тогда как доля стран арабского мира на уровне 19,3 %. Многие страны Персидского залива и Магриба всё активнее участвуют в масштабных проектах развития в Марокко.

## Факторы, влияющие на международные отношения

### Роль политической организации
Политика, связанная с международными отношениями, определяется королём Мухаммедом VI и его советниками, несмотря на то, что в стране конституционная монархия. В 1965 году король Марокко временно распустил парламент и правил в качестве диктатора в течение двух лет. Этот шаг был предпринят в ответ на обнаружение заговора об убийстве короля, в котором обвинялась политическая партия «Национальный союз народных сил». Внешние отношения с западными державами стали напряжёнными в этот период времени. Восприятие Марокко как демократического государства стало важным, так как эта страна желала получать кредиты и инвестиции от иностранных держав.

### Роль колониализма
Нынешние отношения Марокко с некоторыми странами связаны с его колониальной историей. Марокко было разделено Испанией и Францией, и в 1912 году стало протекторатом. После обретения независимости в 1956 году Марокко всё ещё поддерживает тесные связи со своими бывшими колонизаторами. Испания и Франция в настоящее время являются крупнейшими партнёрами по экспорту и импорту Марокко. Французский язык всё ещё широко распространён и остаётся вторым языком в Марокко, в то время как испанский также широко распространён, особенно в северных регионах. В настоящее время во Франции законно проживает более миллиона марокканцев. Во Франции самая большая марокканская диаспора, затем следует Испания. Эти страны остаются влиятельными в экономических вопросах Марокко, таких как: проекты развития, инвестиции, торговля и кредиты.

### Роль свободного рынка
Отношения с иностранными державами, особенно с Западным миром, также были укреплены, поскольку Марокко либерализовало экономику и провело крупные экономические реформы. В 1993 году произошла крупная приватизация, и рынки были открыты для иностранных держав. Марокко сейчас уделяет больше внимания продвижению прямых иностранных инвестиций. В 2007 году Марокко создало Фонд развития имени Хасана II, который упрощает процедуры осуществления вложений для иностранных инвесторов. Было организовано финансовое стимулирование, а также предоставлены налоговые льготы для вкладчиков. Благодаря этой политике другим странам выгодно иметь отношения с Марокко. Марокко экспортирует в основном продукцию сельского хозяйства и является одним из крупнейших экспортёров фосфатов в мире. Кроме того, в Марокко развито рыболовство, туристическая индустрия и существует небольшой производственный сектор.

### Роль внешнеполитической поддержки
Марокко получает финансовую поддержку от стран, которым оно оказывает помощь. Например, Марокко имеет долгую историю поддержки политики Соединённых Штатов Америки, и в результате чего оно получает финансовую поддержку от этой страны. Марокканские войска были задействованы в Боснии и Герцеговине, в Сомали, во время Войны в Персидском заливе. Марокко также было в числе первых арабских и исламских государств, которые осудили террористические акты 11 сентября 2001 года в Соединённых Штатах Америки и объявили солидарность с американским народом в Войне против террора. В 1998 году министр обороны США Уильям Коэн заявил, что Марокко и США имеют «взаимную обеспокоенность по поводу транснационального терроризма», а также заинтересованы в «усилиях по контролю за распространением оружия массового уничтожения». В июне 2004 года в знак признания вклада Марокко в войне с терроризмом президент США Джордж Буш назвал Марокко основным союзником вне НАТО. Ещё один случай взаимных интересов внешней политики Марокко связан с Саудовской Аравией. Отношения между этими странами были укреплены, когда Марокко послало войска, чтобы помочь Саудовской Аравии во время войны в Персидском заливе в 1992 году. Марокко позиционировало свой вклад как «жест поддержки западных и арабских союзников». Отношения Марокко со странами Ближнего Востока и вклад в развитие Палестины создали более прочные отношения с этим регионом.

### Роль иммиграции
Другим фактором, определяющим внешние отношения Марокко, является иммиграция населения в другие страны. Начало крупной миграции в Европу началось в колониальную эпоху (с 1912 по 1956 год). Во время Первой и Второй мировых войн Франция остро нуждалась в рабочей силе, что привело к набору десятков тысяч марокканских мужчин для работы на фабриках, шахтах и службы в армии. Ещё одна волна иммиграции из Марокко во Францию произошла во время Войны за независимость Алжира. Франция прекратила набор рабочих из Алжира и вместо этого приняла марокканских рабочих и шахтёров. Иммиграция марокканцев ещё более возросла с 1962 по 1972 годы, когда произошёл экономический рост в Европе, что привело к росту спроса на низкоквалифицированную рабочую силу. В это время Марокко подписало крупные соглашения о найме рабочей силы с европейскими странами, такими как: Франция, Западная Германия, Бельгия и Нидерланды. Это привело к распространению эмиграции марокканцев в другие страны, которая до этого времени была ориентирована в основном на Францию.

### Роль глобальной идентичности
Идентичность Марокко играет важную роль в отношениях с другими странами. Многие государства имеют прочные отношения с Марокко из-за того, что эта страна является союзником стран Западного мира. Например, Марокко заключён один из самых давних договоров о дружбе с Соединёнными Штатами. Это важно для интересов США, потому что Марокко является стабильной, демократичной и либеральной арабской мусульманской страной. Геополитические выгоды очевидны для США так как Марокко располагается в Африке, в регионе Магриба и является арабским государством. Марокко укрепило связи со странами Персидского залива в после терактов 11 сентября 2001 года и войны с террором. В результате страны Совета сотрудничества арабских государств Персидского залива (Саудовская Аравия, Бахрейн, Оман, Катар, Объединённые Арабские Эмираты) решили больше инвестировать в экономику Марокко.

## Магриб и Африка
Марокко очень активно участвует в делах Магриба и Африки. Союз арабского Магриба состоит из Марокко, Алжира, Ливии, Мавритании и Туниса. Хотя Марокко долгое время не было членом Африканского союза (бывшей Организации африканского единства) с 12 ноября 1984 года (после признания Сахарской Арабской Демократической Республики в качестве правительства Западной Сахары), Марокко продолжало участвовать в развитии региональной экономики, так как город Касабланка имеет самый оживлённый порт в Северной Африке и служит экономическим центром страны. Марокко вновь присоединилось к Африканскому союзу 30 января 2017 года в качестве государства-члена. У Марокко налажены значительные связи со странами Западной Африки и Сахеля, а также поддерживает хорошие отношения с Сенегалом, Габоном и Буркина-Фасо.
Алжиро-марокканские отношения:
27 февраля 1976 года Фронт Полисарио, ведущий партизанскую войну против марокканских войск при поддержке Алжира, провозгласил Западную Сахару независимым государством под названием Сахарская Арабская Демократическая Республика (САДР).
Мавританско-марокканские отношения: с 1975 года страны имеют фактическую границу, после того, как Испания покинула территорию Западной Сахары, большая часть которой в результате вооружённого конфликта перешла под марокканский контроль. Статус Западной Сахары остаётся спорным.

### Позиции по конфликту в Западной Сахаре
- 45 государств, Организация Объединённых Наций, Движение неприсоединения, Африканский союз и Европейский союз поддерживают «право народа Западной Сахары на самоопределение» (например, проведение референдума для определения статуса)[19].
- 45 государств поддерживают марокканские претензии на Западную Сахару, но не признают её суверенитет над этой территорией.

Некоторые государства представлены в обоих списках, например, когда поддерживает «право на самоопределение», включая возможность автономии при суверенитете Марокко. Некоторые государства часто меняют свою позицию или делают отдельные заявления о поддержке как Марокко, так и Полисарио / САДР (Парагвай, Бельгия, Бенин, Ботсвана, Бурунди, Чили, Доминиканская Республика, Гватемала, Гвинея-Бисау, Малави, Перу, Россия, Сьерра-Леоне, Эсватини).
Некоторые государства, заявляющие о поддержке «права на самоопределение», уже признают Сахарскую Арабскую Демократическую Республику. Не все государства, которые прекратили отношения с САДР, заявляли о поддержке марокканских претензий на эту территорию.

## Азия
также: Исламский мир
Израиль:
24 ноября 2021 года Израиль и Марокко подписали в Рабате меморандум о взаимопонимании в оборонной области.

## США
В 1786 году Марокко официально признало США, подписав договор о мире и дружбе. В 1905 году были установлены постоянные дипломатические отношения. 
c 1956 год, когда Марокко обрело независимость, она восстановила дипломатический контакт с США. 
Обе страны объединяют общие интересы и они тесно консультируются по вопросам региональной безопасности, политических и экономических сфер. 

## Россия
2005 год: с 15 июня 2005 Королевство Марокко в одностороннем порядке перешло на безвизовый режим для граждан РФ, прибывающих в страну.
2006 год: 7 сентября состоялся визит президента России В. Путина в Касабланку. По результатам встречи президента России, короля Марокко Мухаммеда VI и Принца Мулая Рашида были подписаны следующие соглашения:
- конвенция о передаче лиц, осуждённых к лишению свободы;
- соглашение о сотрудничестве в области морского рыболовства;
- соглашение о сотрудничестве в сфере туризма;
- соглашение о культурном и научном сотрудничестве;
- соглашение о сотрудничестве в области массовых коммуникаций;
- соглашение о сотрудничестве в области карантина растений.

2016 год:  15—16 марта король Мухаммед VI посетил Россию с рабочим визитом. В ходе визита он встретился с президентом России Владимиром Путиным и председателем правительства Дмитрием Медведевым. Также был подписан ряд российско-марокканских документов о сотрудничестве в области развития инвестиций, противодействия терроризму, защиты секретной информации, транспорта, экологии, туризма, в гуманитарной сфере.
2017 год: 11 октября председатель правительства Российской Федерации Д. Медведев вместе с большой делегацией посетил Рабат с официальным визитом, в ходе которого были подтверждены ранее высказывавшиеся намерения о развитии взаимных отношений в разных сферах. Также были подписаны десятки документов и договоров в области сельского хозяйства, топливно-энергетического комплекса, кооперации силовых органов, развитии мирного атома и альтернативной энергетики, экспорте вооружений, машиностроении, культуре и образовании.